# پیکو (ماهی)
نام علمی: (Ilisha megaloptera (Swainson, ۱۸۳۹
نام انگلیسی:Ilisha
نام فارسی: پیکو (شمسک)
قاعده باله مخرجی بزرگتر از قاعده باله پشتی است.
دارای کیل شکمی فلس دار است.
برای محافظت از خود به صورت آرایش ماهی بزرگ قرار می‌گیرد.
کیسه شنا از جلو با معده و از عقب با مخرج ارتباط دارد.
دو سوپر ماکسیلار دارند.
فلس‌ها دایرهای هستند.
بچه ماهیان در مصب یا آبهای ساحلی غنی از مواد غذایی زندگی می‌کنند.
مهاجرت‌های تخم ریزی ویژگی شگ ماهیان است.
استخوان ماکسیلار آن‌ها دارای برجستگی است.
دارای خط جانبی است.
دارای دهان فوقانی است.